# Tony Lanfranchi
Tony Lanfranchi (Bradford, 25 juni 1935 - 7 oktober 2004) was een Brits autocoureur. Hij reed onder andere in het Britse Formule 3-kampioenschap, de 24 uur van Le Mans (in 1965), het BTCC en in enkele niet-kampioenschaps-Formule 1-races. Hij schreef zich ook tweemaal in voor een normale Formule 1-race, de Grand Prix van Groot-Brittannië in 1968 voor het team BRM en de Grand Prix van Canada in 1969 voor het team Cooper, maar verscheen hier in beide races niet aan de start.